# Konopiště (slott)
Konopiště är ett slott i Tjeckien.   Det ligger i regionen Mellersta Böhmen, i den centrala delen av landet, 40 km söder om huvudstaden Prag. Konopiště ligger 380 meter över havet.